# Nati nel 1988/Novembre
| Questa pagina contiene informazioni ricavate automaticamente dalle voci biografiche con l'ausilio del template Bio e di un bot. L'aggiornamento è periodico e automatico e ricostruisce completamente la pagina. Se manca una persona in questa lista, sei pregato di non aggiungerla, ma accertati piuttosto che la sua voce biografica contenga il template Bio e che i dati anagrafici siano correttamente compilati. Se il template Bio manca, inseriscilo tu stesso o, in alternativa, metti l'avviso {{tmp\|Bio}} che ne segnala la mancanza. Se i dati riportati sono sbagliati, correggi direttamente la voce biografica; le modifiche saranno visibili in questa lista entro pochi giorni. Per chiarimenti vedi il progetto biografie. La lista contiene solo le 410 persone che sono citate nell'enciclopedia e per le quali è stato implementato correttamente il template Bio. Pagina aggiornata al 18 ago 2025. |

- 1º novembre - Robert Alford, giocatore di football americano statunitense
- 1º novembre - Shōta Arai, calciatore giapponese
- 1º novembre - Scott Arfield, calciatore canadese
- 1º novembre - Tommaso Bianchi, calciatore italiano
- 1º novembre - Quino Colom, ex cestista andorrano
- 1º novembre - Larry Donnell, giocatore di football americano statunitense
- 1º novembre - Ai Fukuhara, tennistavolista giapponese
- 1º novembre - Mak Lind, allenatore di calcio e ex calciatore svedese
- 1º novembre - Park Gi-dong, calciatore sudcoreano
- 1º novembre - Damian Saunders, ex cestista statunitense
- 1º novembre - Federico Taborda, calciatore argentino
- 1º novembre - Masahiro Tanaka, giocatore di baseball giapponese
- 1º novembre - Marta Zanini, ex calciatrice italiana
- 2 novembre - Stefano Celozzi, ex calciatore tedesco
- 2 novembre - Yannick Driesen, ex cestista belga
- 2 novembre - Mustapha Farrakhan, ex cestista statunitense
- 2 novembre - Feng Chun-kai, ciclista su strada e pistard taiwanese
- 2 novembre - Julia Görges, ex tennista tedesca
- 2 novembre - Terrence Jennings, ex cestista statunitense
- 2 novembre - Igor Karačić, pallamanista croato
- 2 novembre - Lindze Letherman, attrice statunitense
- 2 novembre - Elmar Qasımov, judoka azero
- 2 novembre - Anna Spyridopoulou, cestista greca
- 2 novembre - Karsten Tadda, cestista tedesco
- 2 novembre - Anupam Tripathi, attore indiano
- 2 novembre - Eddy Vilard, attore messicano
- 2 novembre - Jordann Yéyé, calciatore francese
- 2 novembre - Chantal Zaky, modella giamaicana
- 2 novembre - Irwan Shah, calciatore singaporiano
- 3 novembre - Manuel António, mezzofondista angolano
- 3 novembre - Renan Bressan, ex calciatore brasiliano
- 3 novembre - Bruno César, ex calciatore brasiliano
- 3 novembre - Jennifer Doris, ex pallavolista statunitense
- 3 novembre - Diante Garrett, ex cestista e allenatore di pallacanestro statunitense
- 3 novembre - Xavier Gibson, cestista statunitense
- 3 novembre - Carlos Izquierdoz, calciatore argentino
- 3 novembre - Héctor Jiménez, ex calciatore statunitense
- 3 novembre - Veli Kavlak, allenatore di calcio e ex calciatore austriaco
- 3 novembre - Stefan Kutschke, calciatore tedesco
- 3 novembre - Abdoulaye M'Baye, cestista francese
- 3 novembre - Angus McLaren, attore australiano
- 3 novembre - Gran Metalik, wrestler messicano
- 3 novembre - Victor Namo, ex calciatore nigeriano
- 3 novembre - Pak Chol-ryong, calciatore nordcoreano
- 3 novembre - Eduardo Praes, ex calciatore brasiliano
- 3 novembre - Brian Qvale, ex cestista statunitense
- 3 novembre - Kimberly Williams, triplista giamaicana
- 4 novembre - Waleed Al Hayam, calciatore bahreinita
- 4 novembre - Dez Bryant, giocatore di football americano statunitense
- 4 novembre - Gemitaiz, rapper e produttore discografico italiano
- 4 novembre - Kim Dolstra, calciatrice olandese
- 4 novembre - Drake Dunsmore, giocatore di football americano statunitense
- 4 novembre - Andrew Gachkar, giocatore di football americano statunitense
- 4 novembre - Jamelle Horne, ex cestista panamense
- 4 novembre - Justin Johnson, ex cestista statunitense
- 4 novembre - Chris Martin, calciatore scozzese
- 4 novembre - Kevin McDonald, calciatore scozzese
- 4 novembre - Prince Oniangué, ex calciatore francese
- 4 novembre - Aleksandra Packevič, sincronetta russa
- 4 novembre - Anderson Pico, calciatore brasiliano
- 4 novembre - Emmanuel Pío, calciatore argentino
- 4 novembre - Sergio Postigo, calciatore spagnolo
- 4 novembre - Christian Ramos, calciatore peruviano
- 4 novembre - Ava Smith, supermodella statunitense
- 4 novembre - Nick Toon, giocatore di football americano statunitense
- 4 novembre - Leandro Gabriel Torres, ex calciatore argentino
- 4 novembre - Kévin Tresfield, calciatore francese
- 4 novembre - Brandon Wynn, ginnasta statunitense
- 5 novembre - Yannick Borel, schermidore francese
- 5 novembre - Luiza Gega, siepista e mezzofondista albanese
- 5 novembre - Gino Gradkowski, ex giocatore di football americano statunitense
- 5 novembre - Bailey Jay, attrice pornografica e conduttrice radiofonica statunitense
- 5 novembre - Virat Kohli, crickettista indiano
- 5 novembre - Ville Nikkari, ex calciatore finlandese
- 5 novembre - Oladapo Olufemi, ex calciatore nigeriano
- 5 novembre - Yukari Sahaku, mezzofondista e maratoneta giapponese
- 5 novembre - Scott Solomon, giocatore di football americano statunitense
- 6 novembre - Ernest Asante, calciatore ghanese
- 6 novembre - Ignas Barkauskas, tuffatore lituano
- 6 novembre - Eric Cray, ostacolista e velocista filippino
- 6 novembre - Neal Eardley, ex calciatore gallese
- 6 novembre - John Holland, cestista statunitense
- 6 novembre - Kim Hyeon-woo, lottatore sudcoreano
- 6 novembre - Ana Cláudia Lemos, velocista brasiliana
- 6 novembre - Noora Louhimo, cantante e compositrice finlandese
- 6 novembre - Erik Lund, allenatore di calcio e ex calciatore svedese
- 6 novembre - James Paxton, giocatore di baseball canadese
- 6 novembre - Emma Stone, attrice statunitense
- 6 novembre - Derrick Tshimanga, calciatore congolese (Repubblica Democratica del Congo)
- 6 novembre - Barrett Wilbert Weed, attrice e cantante statunitense
- 6 novembre - Conchita Wurst, cantante austriaco
- 6 novembre - Aleksandra Ėlbakjan, programmatrice e attivista kazaka
- 7 novembre - Lăčezar Baltanov, ex calciatore bulgaro
- 7 novembre - Emre Zafer Barnes, velocista giamaicano
- 7 novembre - Jonathan Bernardo, calciatore brasiliano
- 7 novembre - Aleksandr Dolhopolov, ex tennista ucraino
- 7 novembre - Oleksij Dytjat'jev, calciatore ucraino
- 7 novembre - Simone Favaro, ex rugbista a 15 italiano
- 7 novembre - Elsa Hosk, supermodella svedese
- 7 novembre - Gani Lawal, cestista statunitense
- 7 novembre - Anthony Lippini, ex calciatore francese
- 7 novembre - Georg Margreitter, ex calciatore austriaco
- 7 novembre - Yūki Mutō, calciatore giapponese
- 7 novembre - Jamal Rashid, calciatore bahreinita
- 7 novembre - Cory Riecks, allenatore di pallavolo e ex pallavolista statunitense
- 7 novembre - Thomas Schneider, velocista tedesco
- 7 novembre - Austin Smith, ex hockeista su ghiaccio canadese
- 7 novembre - Tinie Tempah, rapper e produttore discografico britannico
- 7 novembre - Tafuna Toilolo, calciatore samoano americano
- 7 novembre - João Victor, calciatore brasiliano
- 7 novembre - Tina Šutej, astista slovena
- 8 novembre - Makwan Amirkhani, artista marziale misto finlandese
- 8 novembre - Matt Braly, scrittore, animatore e regista statunitense
- 8 novembre - Busiswa, cantante sudafricana
- 8 novembre - Jennifer Cerquera, nuotatrice artistica colombiana
- 8 novembre - Jan-Philip Glania, ex nuotatore tedesco
- 8 novembre - Yasmani Grandal, giocatore di baseball cubano
- 8 novembre - Jeremy Kerley, giocatore di football americano statunitense
- 8 novembre - Jared Kusnitz, attore statunitense
- 8 novembre - Jessica Lowndes, attrice e cantautrice canadese
- 8 novembre - Chris McNally, attore canadese
- 8 novembre - Dan Mori, calciatore israeliano
- 8 novembre - Simone Sancioni, pilota motociclistico italiano
- 8 novembre - Sven Schipplock, ex calciatore tedesco
- 8 novembre - Andrejs Šeļakovs, cestista lettone
- 8 novembre - Graeme Thomas, canottiere britannico
- 8 novembre - Malcolm Thomas, cestista statunitense
- 8 novembre - Jeroen Veldmate, ex calciatore olandese
- 9 novembre - Nikki Blonsky, attrice e cantante statunitense
- 9 novembre - Valter Borges, ex calciatore capoverdiano
- 9 novembre - Josip Ćorić, calciatore croato
- 9 novembre - Laura Curione, ex bobbista italiana
- 9 novembre - Vencislav Hristov, calciatore bulgaro
- 9 novembre - Christopher Kinney, bobbista statunitense
- 9 novembre - Sergio Lozano, ex giocatore di calcio a 5 spagnolo
- 9 novembre - Alex Pearce, calciatore irlandese
- 9 novembre - Shannon Phillip, calciatore grenadino
- 9 novembre - César Alexander Quintero Jiménez, calciatore colombiano
- 9 novembre - Nikolaos Stylianou, cestista cipriota
- 9 novembre - Lio Tipton, attrice e modella statunitense
- 10 novembre - Marija Butina, politica e giornalista russa
- 10 novembre - Cazzi Opeia, cantautrice svedese
- 10 novembre - Evans Chebet, maratoneta keniota
- 10 novembre - Sunny Choi, danzatrice e ex ginnasta statunitense
- 10 novembre - Massimo Coda, calciatore italiano
- 10 novembre - Rennie Curran, giocatore di football americano statunitense
- 10 novembre - Arafat Djako, ex calciatore togolese
- 10 novembre - Yakup Gör, lottatore turco
- 10 novembre - Klemen Medved, ex calciatore sloveno
- 10 novembre - Jhon Pajoy, calciatore colombiano
- 10 novembre - Daniel Teklehaimanot, ciclista su strada eritreo
- 11 novembre - Beatrice Adelizzi, nuotatrice artistica italiana
- 11 novembre - Paul Butler, pugile britannico
- 11 novembre - David Depetris, calciatore argentino
- 11 novembre - Matteo Fedi, ex ciclista su strada italiano
- 11 novembre - Ethan Hanns, calciatore samoano
- 11 novembre - Eglant Haxho, ex calciatore albanese
- 11 novembre - Alan Judge, calciatore irlandese
- 11 novembre - Mikako Komatsu, attrice, doppiatrice e cantante giapponese
- 11 novembre - Lee Sung-hye, modella sudcoreana
- 11 novembre - Marcello Maietta, attore, cantautore e regista italiano
- 11 novembre - Hein Otterspeer, pattinatore di velocità su ghiaccio olandese
- 11 novembre - Ferenc Salamon, pallanuotista ungherese
- 11 novembre - Şərif Şərifov, lottatore azero
- 11 novembre - Franc Veliu, ex calciatore albanese
- 11 novembre - Jurij Vovk, scacchista ucraino
- 11 novembre - Semih Yağcı, ex sollevatore turco
- 12 novembre - Robert Arnold, ex cestista statunitense
- 12 novembre - Joe Banyard, giocatore di football americano statunitense
- 12 novembre - Alistair Brammer, attore e cantante inglese
- 12 novembre - Jantel Lavender, cestista statunitense
- 12 novembre - Alex Montgomery, ex cestista statunitense
- 12 novembre - Benjamin Moukandjo, ex calciatore camerunese
- 12 novembre - Róbert Pich, calciatore slovacco
- 12 novembre - Yuke Songpaisan, attore televisivo thailandese
- 12 novembre - Lize Spit, scrittrice e giornalista belga
- 12 novembre - Russell Westbrook, cestista statunitense
- 13 novembre - Chris Allen, ex cestista statunitense
- 13 novembre - Niklas Backman, ex calciatore svedese
- 13 novembre - Jonathan España, ex calciatore venezuelano
- 13 novembre - Vũ Thị Hoàng My, modella vietnamita
- 13 novembre - Max Miller, politico statunitense
- 13 novembre - Alterraun Verner, ex giocatore di football americano statunitense
- 14 novembre - Jeremy Bokila, calciatore congolese (Repubblica Democratica del Congo)
- 14 novembre - Karamoko Cissé, ex calciatore guineano
- 14 novembre - Artjom Dmitrijev, calciatore estone
- 14 novembre - Masato Fukui, ex calciatore giapponese
- 14 novembre - Justin Gaethje, artista marziale misto statunitense
- 14 novembre - Florian Meier, politico e poliziotto liechtensteinese
- 14 novembre - Nina Meurisse, attrice francese
- 14 novembre - Avni Pepa, ex calciatore norvegese
- 14 novembre - Héldon Ramos, calciatore capoverdiano
- 14 novembre - Kenny Steppe, ex calciatore belga
- 14 novembre - Josip Suton, giocatore di calcio a 5 e ex calciatore croato
- 14 novembre - Lachlan Tame, canoista australiano
- 14 novembre - Erika Villani, giocatrice di calcio a 5 e ex calciatrice italiana
- 14 novembre - Takurō Ōno, attore giapponese
- 15 novembre - B.o.B, rapper e produttore discografico statunitense
- 15 novembre - Dardan Berisha, cestista kosovaro
- 15 novembre - Maximiliano Díaz, triplista argentino
- 15 novembre - Zena Grey, attrice statunitense
- 15 novembre - Quanitra Hollingsworth, cestista statunitense
- 15 novembre - Marcel Metoua, ex calciatore ivoriano
- 15 novembre - Cirilo Mora, calciatore paraguaiano
- 15 novembre - Evariste Ngolok, ex calciatore camerunese
- 15 novembre - Ariel Ngueukam, calciatore camerunese
- 15 novembre - Morgan Parra, rugbista a 15 francese
- 15 novembre - Coty Sensabaugh, ex giocatore di football americano statunitense
- 15 novembre - Andis Shala, ex calciatore kosovaro
- 15 novembre - Alex Silvestro, giocatore di football americano statunitense
- 15 novembre - Billy Twelvetrees, rugbista a 15 britannico
- 16 novembre - Will Coleman, ex cestista statunitense
- 16 novembre - Jonathan Drack, triplista mauriziano
- 16 novembre - Rahmon Fletcher, ex cestista statunitense
- 16 novembre - Anastasia Huppmann, pianista austriaca
- 16 novembre - Alex Legion, ex cestista statunitense
- 16 novembre - Julián Miralles Rodríguez, pilota motociclistico spagnolo
- 16 novembre - Taylor Regan, calciatore australiano
- 16 novembre - Alysia Rissling, bobbista canadese
- 16 novembre - Brian Rowe, ex calciatore statunitense
- 16 novembre - Sampha, cantautore e produttore discografico britannico
- 16 novembre - Simon Schempp, ex biatleta tedesco
- 16 novembre - Da'Norris Searcy, ex giocatore di football americano statunitense
- 16 novembre - Emiliano Vecchio, calciatore argentino
- 16 novembre - Vito Wormgoor, calciatore olandese
- 17 novembre - Esteban Carvajal, calciatore cileno
- 17 novembre - Justin Cooper, attore statunitense
- 17 novembre - Beatriz García Vidagany, ex tennista spagnola
- 17 novembre - Edigeison Gomes, calciatore guineense
- 17 novembre - Eric Lichaj, ex calciatore statunitense
- 17 novembre - Eric Nam, cantautore e personaggio televisivo statunitense
- 17 novembre - Kyle Naughton, calciatore inglese
- 17 novembre - Eugene Starikov, ex calciatore statunitense
- 17 novembre - Joanna Łochowska, sollevatrice polacca
- 18 novembre - Adam J. Bernard, attore e cantante inglese
- 18 novembre - Elaine Breeden, ex nuotatrice statunitense
- 18 novembre - Kennya Cordner, calciatrice trinidadiana
- 18 novembre - Xander Corvus, attore pornografico, regista e cantante statunitense
- 18 novembre - Larisa Il'čenko, nuotatrice russa
- 18 novembre - Ahmed Kashi, calciatore francese
- 18 novembre - Aquiles Ocanto, calciatore venezuelano
- 18 novembre - Cheta Ozougwu, ex giocatore di football americano statunitense
- 18 novembre - José Peñarrieta, calciatore boliviano
- 18 novembre - Francesco Quaglia, cestista italiano
- 18 novembre - Marie-Josée Ta Lou-Smith, velocista ivoriana
- 18 novembre - Elena Tambini, giornalista e conduttrice televisiva italiana
- 18 novembre - Mariana Thon, pallavolista portoricana
- 18 novembre - Silvia Toselli, ex calciatrice italiana
- 18 novembre - Mohamed Traoré, ex calciatore maliano
- 18 novembre - Alejandro Valdés Tobier, lottatore cubano
- 19 novembre - Xavier Barachet, ex pallamanista francese
- 19 novembre - Víctor Cuesta, calciatore argentino
- 19 novembre - Andrea De Marchi, rugbista a 15 italiano
- 19 novembre - Stian DeWahl, giornalista, ex giocatore di calcio a 5 e ex calciatore norvegese
- 19 novembre - Patrick Kane, hockeista su ghiaccio statunitense
- 19 novembre - Patrick Kwok-Choon, attore canadese
- 19 novembre - Kerem Özkan, cestista turco
- 19 novembre - Jarlinson Pantano, ciclista su strada colombiano
- 19 novembre - Júlio Tavares, calciatore capoverdiano
- 19 novembre - William Vainqueur, ex calciatore francese
- 20 novembre - Ariella Arida, modella e conduttrice televisiva filippina
- 20 novembre - Marie-Laure Brunet, ex biatleta francese
- 20 novembre - El Hijo de L.A. Park, wrestler messicano
- 20 novembre - Aya Medany, pentatleta egiziana
- 20 novembre - Max Pacioretty, hockeista su ghiaccio statunitense
- 20 novembre - Brian Rolle, giocatore di football americano statunitense
- 20 novembre - Roberto Rosales, calciatore venezuelano
- 20 novembre - Dušan Tadić, calciatore serbo
- 20 novembre - Jia Tolentino, giornalista e saggista canadese
- 20 novembre - Rhys Wakefield, attore australiano
- 20 novembre - Mária Čírová, cantante slovacca
- 20 novembre - Dariga Šakimova, pugile kazaka
- 21 novembre - Sina Candrian, snowboarder svizzera
- 21 novembre - La'Marshall Corbett, ex cestista statunitense
- 21 novembre - Paulo Vítor, calciatore brasiliano
- 21 novembre - Eric Frenzel, ex combinatista nordico tedesco
- 21 novembre - Yordanis García, ex multiplista cubano
- 21 novembre - Muhamed Huseini, calciatore macedone
- 21 novembre - Nikita Lobincev, nuotatore russo
- 21 novembre - Patrícia Mamona, triplista portoghese
- 21 novembre - Larry Sanders, cestista statunitense
- 21 novembre - Pieter Serry, ciclista su strada belga
- 21 novembre - Aaron Smith, rugbista a 15 neozelandese
- 21 novembre - Greg Tansey, ex calciatore inglese
- 21 novembre - Len Valjas, ex fondista canadese
- 21 novembre - Ludovic Vaty, cestista francese († 2023)
- 21 novembre - Bobby Warshaw, ex calciatore statunitense
- 21 novembre - Sylvester Williams, giocatore di football americano statunitense
- 22 novembre - Karla Borger, giocatrice di beach volley tedesca
- 22 novembre - Leonardo Caffo, filosofo, scrittore e curatore editoriale italiano
- 22 novembre - Jamie Campbell Bower, attore e cantante britannico
- 22 novembre - Atiye Deniz, cantante turca
- 22 novembre - Dong Bin, triplista cinese
- 22 novembre - Jacki Gemelos, ex cestista e allenatrice di pallacanestro statunitense
- 22 novembre - Mao Kalisa, ex calciatore della Repubblica Democratica del Congo
- 22 novembre - Ivan Lizatović, lottatore croato
- 22 novembre - Drew Pomeranz, giocatore di baseball statunitense
- 22 novembre - Anton Puškov, cestista russo
- 22 novembre - Kirsten Ren, attrice taiwanese
- 22 novembre - Reece Thompson, attore e doppiatore canadese
- 22 novembre - Jessica Vall, nuotatrice spagnola
- 22 novembre - Oleg Čen, ex sollevatore russo
- 23 novembre - Billy Bakker, hockeista su prato olandese
- 23 novembre - Anton Bubnoŭ, ex calciatore bielorusso
- 23 novembre - Alessandro Di Somma, ex pallanuotista italiano
- 23 novembre - Jens Keukeleire, ex ciclista su strada belga
- 23 novembre - Maks Korž, cantante e rapper bielorusso
- 23 novembre - Dmytro L'opa, calciatore ucraino
- 23 novembre - Luca Massimi, arbitro di calcio italiano
- 23 novembre - Sebastian Nachreiner, ex calciatore tedesco
- 23 novembre - Orhan Ovacıklı, calciatore turco
- 23 novembre - Janko Sandanski, ex calciatore bulgaro
- 23 novembre - Sarah Schermerhorn, ex pallavolista statunitense
- 23 novembre - Andrew Talansky, triatleta e ex ciclista su strada statunitense
- 23 novembre - Keith Thurman, pugile statunitense
- 23 novembre - Antonio Šančić, tennista croato
- 24 novembre - Jasim Abdalla, cestista emiratino
- 24 novembre - Jimi Akinyemi, giocatore di calcio a 5 e calciatore norvegese
- 24 novembre - Rony Beard, ex calciatore dominicano
- 24 novembre - Rebecca Frassini, politica italiana
- 24 novembre - Luke Holden, ex calciatore inglese
- 24 novembre - Sjarhej Karneeŭ, pugile bielorusso
- 24 novembre - António Nobre, arbitro di calcio portoghese
- 24 novembre - Anthony Ogogo, wrestler e ex pugile britannico
- 24 novembre - Sabi, cantante, ballerina e attrice statunitense
- 24 novembre - Erika Sema, tennista giapponese
- 24 novembre - Dorian van Rijsselberghe, velista olandese
- 25 novembre - Fawaz Awana, calciatore emiratino
- 25 novembre - William de Moraes, schermidore brasiliano
- 25 novembre - Xavi Forcada, cestista spagnolo
- 25 novembre - Lalonde Gordon, velocista trinidadiano
- 25 novembre - Omar Johnson, velocista giamaicano
- 25 novembre - Richard Kissi Boateng, ex calciatore ghanese
- 25 novembre - Nodar Kumarit'ashvili, slittinista georgiano († 2010)
- 25 novembre - Stephenie McPherson, velocista giamaicana
- 25 novembre - Kaṙlen Mkrtčyan, ex calciatore armeno
- 25 novembre - Jay Spearing, calciatore inglese
- 25 novembre - Kei Takase, velocista giapponese
- 25 novembre - Tadej Trdina, calciatore sloveno
- 26 novembre - Hafþór Júlíus Björnsson, attore, ex cestista e strongman islandese
- 26 novembre - Matías Britos, ex calciatore uruguaiano
- 26 novembre - Tamsin Egerton, attrice e modella inglese
- 26 novembre - Ogho-Oghene Egwero, velocista nigeriano
- 26 novembre - Aurélien Fourgeaud, ex giocatore di football americano francese
- 26 novembre - Bernhard Graf, ex sciatore alpino e sciatore freestyle austriaco
- 26 novembre - Shū Kurata, calciatore giapponese
- 26 novembre - Liu Qiuhong, pattinatrice di short track cinese
- 26 novembre - Heriter Luvumbu, calciatore della Repubblica Democratica del Congo
- 26 novembre - Leonardo Pavoletti, calciatore italiano
- 26 novembre - Andrea Pratichetti, rugbista a 15 italiano
- 26 novembre - Leândro Rossi Pereira, calciatore brasiliano
- 26 novembre - Josh Smoker, giocatore di baseball statunitense
- 26 novembre - Héctor Velázquez, giocatore di baseball messicano
- 26 novembre - Arthur Vichot, ex ciclista su strada francese
- 27 novembre - Leandro Benegas, calciatore argentino
- 27 novembre - Jamar Diggs, cestista statunitense
- 27 novembre - Andrej Gălăbinov, calciatore bulgaro
- 27 novembre - Semoy Hackett, velocista trinidadiana
- 27 novembre - Noémie Merlant, attrice, regista e ex modella francese
- 27 novembre - Johan Venegas, calciatore costaricano
- 27 novembre - Sheranut Yusanonda, cantante e attrice thailandese
- 27 novembre - Max Jason Mai, cantante slovacco
- 28 novembre - Arnold Bouka Moutou, ex calciatore francese
- 28 novembre - Joe Cole, attore britannico
- 28 novembre - Giulia Dal Pont, giocatrice di curling italiana
- 28 novembre - Ritchie De Laet, ex calciatore belga
- 28 novembre - Hiroki Fujiharu, calciatore giapponese
- 28 novembre - Yami Gautam, attrice indiana
- 28 novembre - Sam Hewson, calciatore inglese
- 28 novembre - Mérédis Houmounou, cestista francese
- 28 novembre - Roberto Porfírio Maximiano Rodrigo, calciatore portoghese
- 28 novembre - Sunday Mba, ex calciatore nigeriano
- 28 novembre - Florencia Molinero, ex tennista argentina
- 28 novembre - Lloyd Palun, calciatore francese
- 28 novembre - Gianfilippo Pavone, allenatore di hockey su ghiaccio e ex hockeista su ghiaccio italiano
- 28 novembre - Scarlett Pomers, attrice statunitense
- 28 novembre - René Holten Poulsen, canoista danese
- 28 novembre - Adrián Rodríguez, attore e cantante spagnolo
- 28 novembre - A. J. Soares, ex calciatore statunitense
- 28 novembre - Seppi Stiegler, ex sciatore alpino statunitense
- 28 novembre - Oļegs Timofejevs, ex calciatore lettone
- 28 novembre - Paul de la Cuesta, ex sciatore alpino spagnolo
- 29 novembre - Marco Belotti, ex nuotatore italiano
- 29 novembre - Lars Helge Birkeland, ex biatleta norvegese
- 29 novembre - Abby Bishop, cestista australiana
- 29 novembre - Dana Brooke, wrestler e culturista statunitense
- 29 novembre - Ziyed Chennoufi, cestista tunisino
- 29 novembre - Mana Dembélé, calciatore francese
- 29 novembre - Robert Gruberbauer, ex calciatore austriaco
- 29 novembre - Damon Harrison, giocatore di football americano statunitense
- 29 novembre - Sándor Rónai, politico ungherese
- 29 novembre - Corey Webster, cestista neozelandese
- 29 novembre - Russell Wilson, giocatore di football americano statunitense
- 29 novembre - Anas Bani Yaseen, calciatore giordano
- 30 novembre - James Brooks, ex giocatore di football americano e allenatore di football americano statunitense
- 30 novembre - James Brown, giocatore di football americano statunitense
- 30 novembre - Yacouba Diarra, ex calciatore maliano
- 30 novembre - Vladimir Dimitrovski, ex calciatore macedone
- 30 novembre - Phillip Hughes, crickettista australiano († 2014)
- 30 novembre - Johndre Jefferson, cestista statunitense
- 30 novembre - Kurdo, rapper tedesco
- 30 novembre - Benjamin Lüthi, ex calciatore svizzero
- 30 novembre - Francis Mbome, ex calciatore camerunese
- 30 novembre - Juraj Mikuš, hockeista su ghiaccio slovacco
- 30 novembre - Hermann Nikièma, calciatore burkinabè
- 30 novembre - Giulia Occhipinti, cestista italiana
- 30 novembre - Veronica Privitera, ex calciatrice e giocatrice di calcio a 5 italiana
- 30 novembre - Rebecca Rittenhouse, attrice statunitense
- 30 novembre - Carli de Murga, calciatore spagnolo
- 30 novembre - Kristjan Čujec, ex giocatore di calcio a 5 sloveno